# جسیکا ساویچ
جسیکا ساویچ (انگلیسی: Jessica Savitch؛ ‏ ۱ فوریهٔ ۱۹۴۷ – ۲۳ اکتبر ۱۹۸۳) گوینده اخبار، خبرنگار و روزنامه‌نگار اهل ایالات متحده آمریکا بود. وی بین سال‌های ۱۹۶۸ تا ۱۹۸۳ میلادی فعالیت می‌کرد.
او گزارش‌گر و گویندهٔ «اخبار شبانهٔ ان‌بی‌سی» و «ان‌بی‌سی نیوز» بود.